# Parco transfrontaliero Kgalagadi
Il parco transfrontaliero Kgalagadi (inglese: Kgalagadi Transfrontier Park) è un'area naturale protetta al confine fra Namibia, Botswana, Sudafrica.

## Storia
Il parco è nato nel 2000 dall'unione del parco nazionale Gemsbok (Botswana), istituito nel 1931, con il limitrofo parco nazionale Kalahari Gemsbok (Sudafrica); il parco costituisce ufficialmente il primo parco transfrontaliero dell'Africa.

## Territorio
Il parco si trova a 265 km a nord della cittadina di Upington e si estende su una superficie di circa 3,6 milioni di ettari attraversando la provincia del Nothern Cape ed entra nel Botswana. Il parco è attraversato da due fiumi, Twee Rivieren e Nossob (quasi sempre in secca), lungo i quali si raduna la maggior parte degli animali e dove è possibile effettuare safari, anche individuali. Queste due valli sono attraversate dalle due strade principali, lungo le quali sono presenti numerose pozze d'acqua artificiali dove è possibile avvistare gli animali.

## Clima
Le temperature variano molto: di giorno il caldo secco del deserto rende l'aria molto calda, ma la notte l'escursione termica abbassa di colpo la temperatura.

## Flora

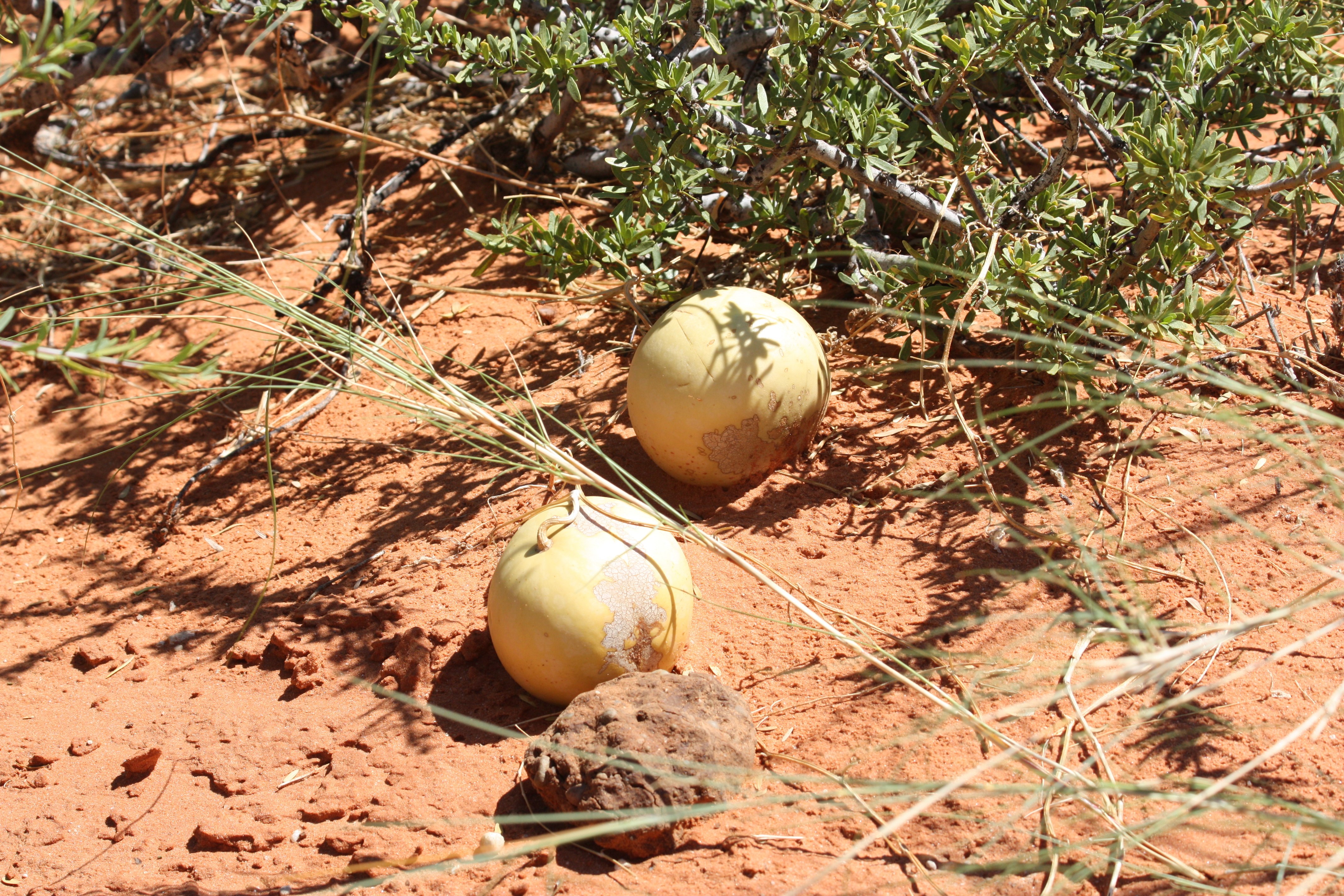
Citrullus lanatus, una specie di melone adatta al clima desertico

La flora è caratterizzata da un bush arido e da dune di sabbia rossa.

## Fauna

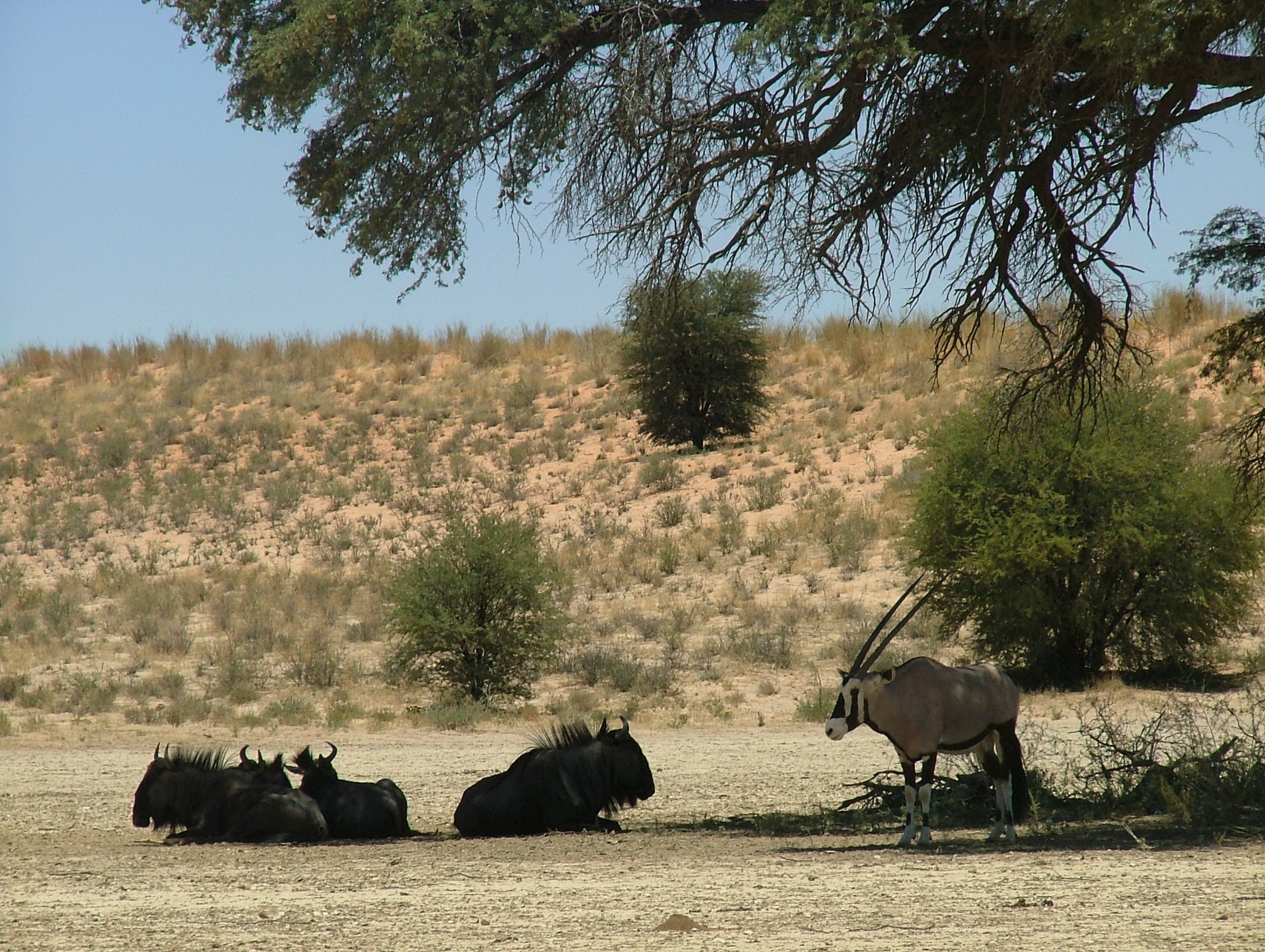
Gnu a riposo all'ombra nel parco

Tutto l'ambiente circostante è un habitat adatto per i grossi predatori. Sono presenti nel parco giraffe, suricati, scoiattoli, tassi, iene, sciacalli, licaoni, leoni, ghepardi, leopardi e molte specie di uccelli, soprattutto rapaci e struzzi. Inoltre vi si possono vedere grandi branchi di antilopi camoscio, di antilopi saltante (springbok), di antilopi alcina, gnu e orici. La zona migliore per l'avvistamento di leoni e ghepardi è quella vicino al campo di Mata-Mata.

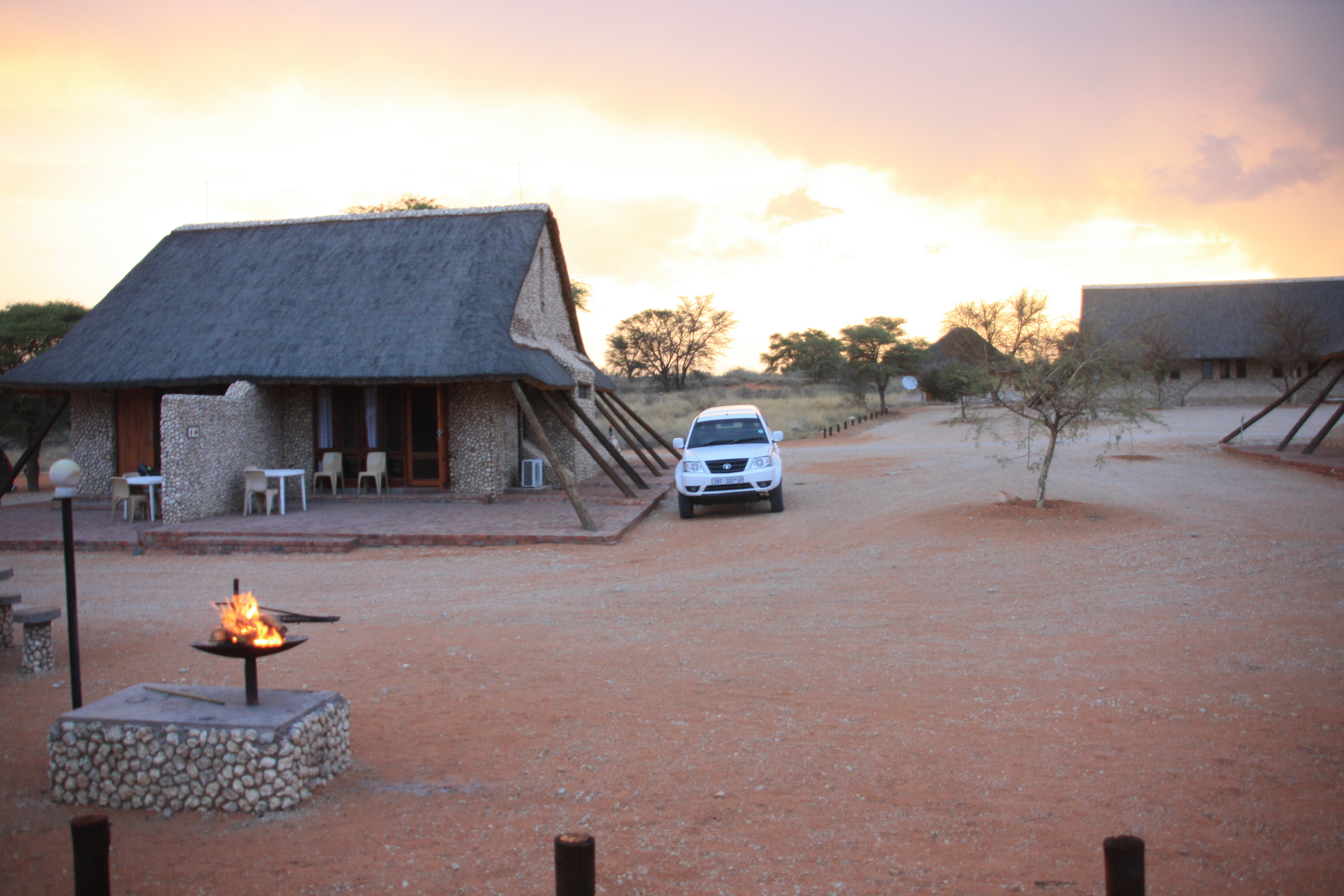
Twee Rivieren camp - Kgalagadi.

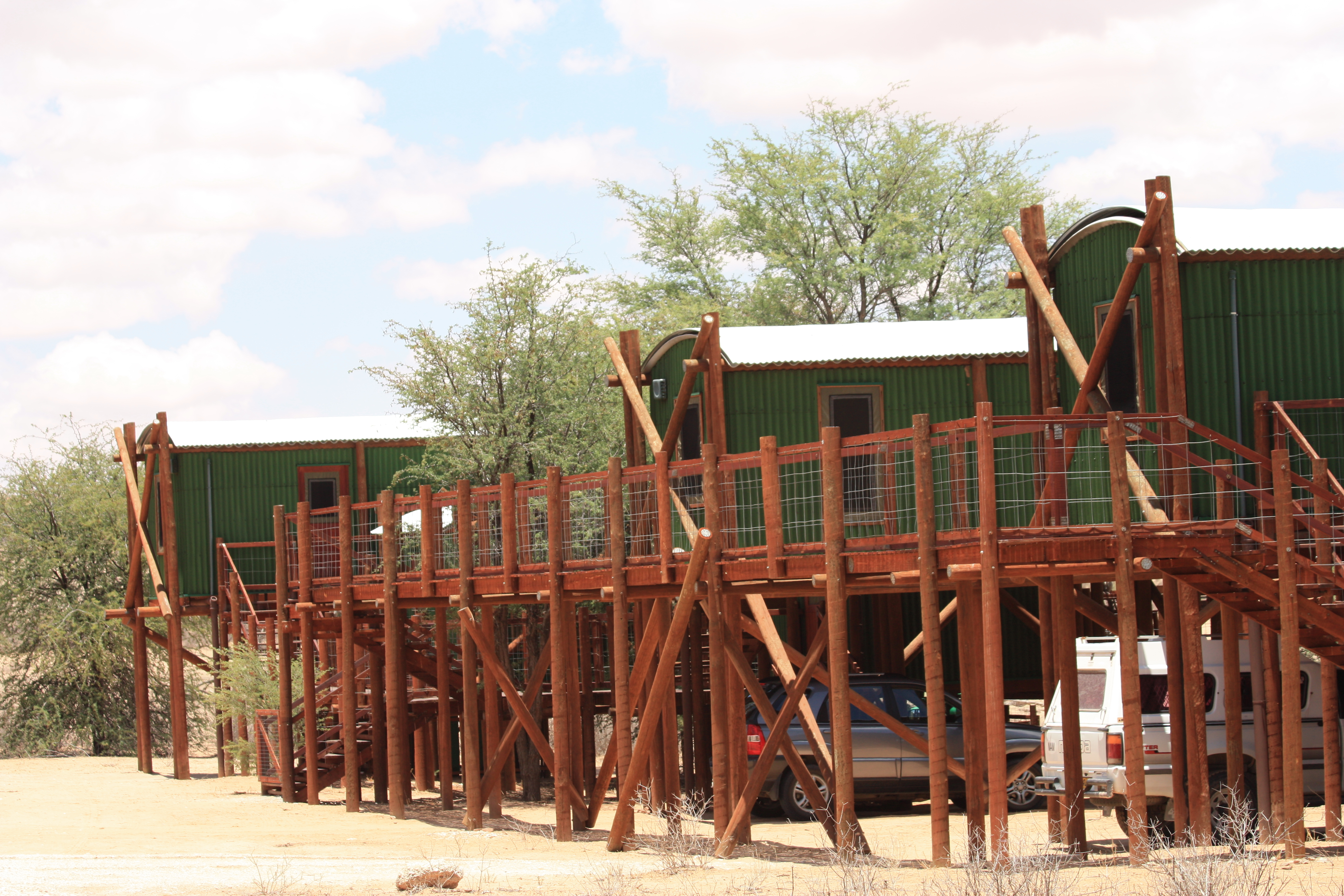
Urikaruus Camp.

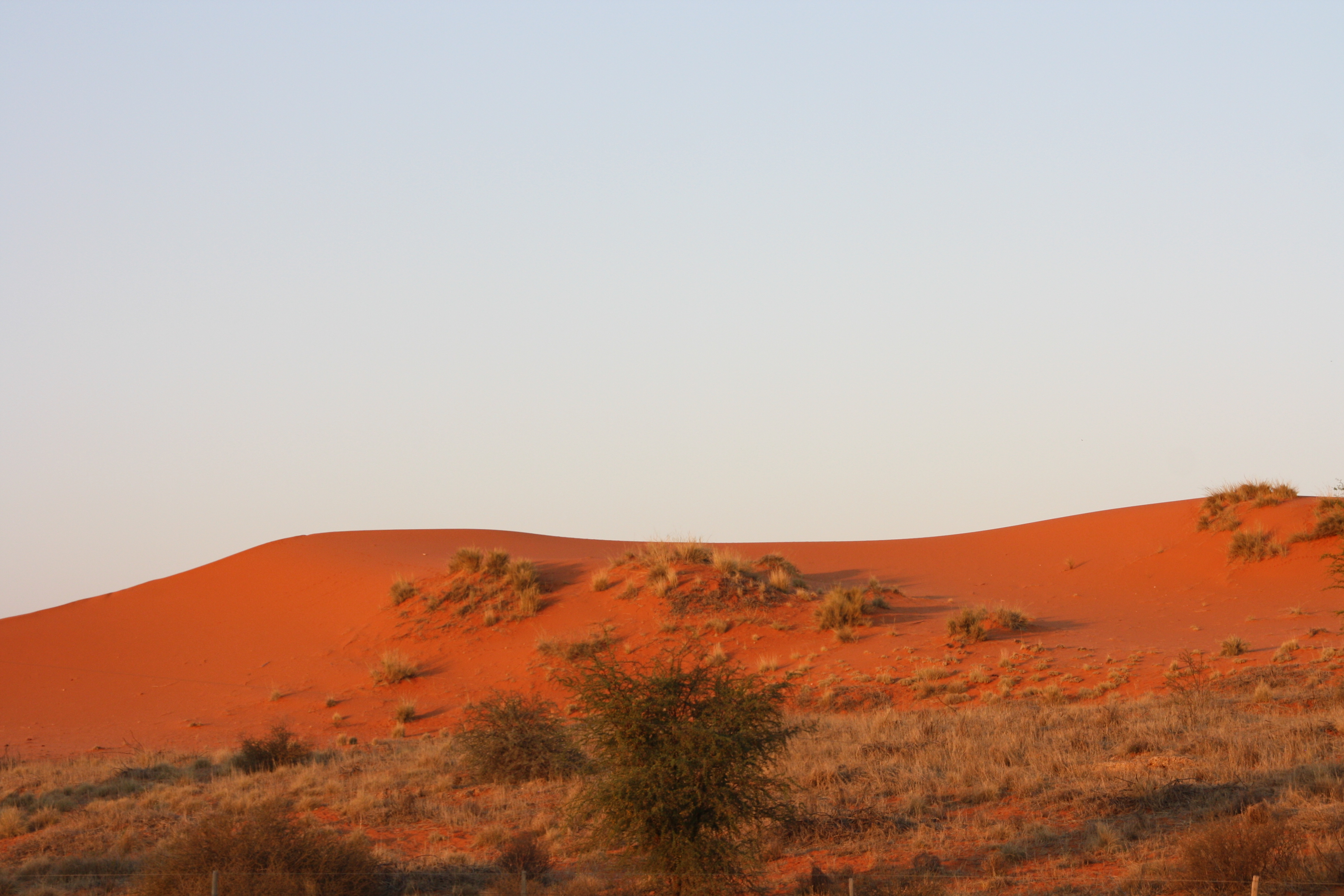
Dunes - Kgalagadi.

## Strutture ricettive
All'interno del parco non esistono strade asfaltate ma le condizioni delle piste sterrate sono buone. Come tutti i parchi sudafricani sono attrezzati per il pernottamento. Al suo interno vi sono 3 campi: Mata Mata, Nossob e Twee Rivieren. Tutti sono dotati di pompa benzina/diesel e piccoli negozi forniti di generi di prima necessità. Il più fornito (accetta anche carte di credito) è quello di Twee Rivieren, proprio all'ingresso Sud per chi proviene da Upington. È presente anche un ristorante con bar. Gli altri due campi invece offrono solamente un negozio. Per chi intende soggiornare sia in campeggio oppure nelle strutture tipo bungalow, si consiglia di prenotare con largo anticipo. I posti disponibili non sono molti e spesso è tutto esaurito. Esistono poi anche campi particolari, detti "Wilderness camps", che consentono un diretto ed esclusivo contatto con la natura; infatti non hanno recinzioni e sono gestiti da un assistente presente direttamente al campo. I campi sono: Bitterpan, Grootkolk, Kieliekrankie, Urikaruus, Gharagab e Kalahari Tent camp. Sono tutti accessibili con vetture tradizionali, eccetto per Bitterpan e Gharagab (check-in al campo di Nossob) che sono raggiungibili esclusivamente in 4x4. In questi campi non è disponibile alcun tipo di servizio. Ogni viaggiatore deve provvedere da sé al cibo, legna e carburante.

## Ingresso nel parco
È possibile accedere da cinque diversi gate in tre diverse nazioni. In Sudafrica si accede dal gate principale di Twee Rivieren; in Namibia si accede dal gate Mata-Mata e in Botswana dai gates di Two Rivers, Mabuasehube e Kaa. Se si intende entrare da uno Stato per poi uscire in un altro, si ricorda sempre di effettuare il controllo passaporto ai posti di controllo previsti. Se ad esempio si intende entrare in Namibia dal Sudafrica, il passaporto va vidimato a Twee Rivieren per l'uscita dal Sudafrica e a Mata-Mata per entrare in Namibia.